# Mathighatta, Gubbi
Mathighatta là một làng thuộc tehsil Gubbi, huyện Tumkur, bang Karnataka, Ấn Độ.